# Denis Marchois
Pour les articles homonymes, voir Marchois.
Pas d'image ? Cliquez ici

a Compétitions nationales et continentales officielles uniquement.

Dernière mise à jour le 30 juin 2025.
Denis Marchois, né le 5 février 1994 à Libourne, est un joueur français de rugby à XV qui joue principalement au poste de deuxième ligne.
Il commence sa carrière professionnelle au SU Agen Lot-et-Garonne en 2015.

## Biographie

### Formation
Denis Marchois n'est passé par aucun centre de formation. Il a été formé au club de l'Union sportive castillonnaise rugby (Castillon-la-Bataille). Il rejoint le club d'Agen en tant que Crabos.

### En club

#### SU Agen Lot-et-Garonne (2015-2019)
Durant la saison 2015-2016, il joue 9 matchs de Top 14 et 5 matchs de Challenge européen. Il descend en Pro D2 avec son club.
Durant la saison 2016-2017, il joue 24 matchs de Pro D2 et marque 1 essai. Il vit la montée en Top 14 avec le SU Agen pour la saison prochaine.
Durant la saison 2017-2018, il joue 22 matchs de Top 14 et marque 2 essais. Il joue également 4 matchs de Challenge européen.
Durant la saison 2018-2019, il joue 23 matchs de Top 14 et marque 2 essais. Il joue également 5 matchs de Challenge européen. À l'issue de cette saison de championnat, il finit meilleur plaqueur avec 354 plaquages réussis,.
À l'issue de cette saison, il s'engage avec la Section paloise pour la saison suivante.

#### Section paloise Béarn Pyrénées (2019-2021)
Durant la saison 2019-2020, il joue 6 matchs de Top 14 et marque 1 essai. Il joue également 5 matchs de Challenge européen. En manque de temps de jeu depuis le début de la saison, et sous contrat avec le club jusqu'en 2022, il discute pour être libéré en fin de saison. Il reste finalement au sein de l'effectif du club béarnais.
Il repart pour la saison 2020-2021 avec le club palois et reçoit un carton rouge dès le premier match de préparation à Lourdes face à l'Aviron Bayonnais pour un déblayage dangereux. Durant cette saison, il ne joue que deux matchs de challenge européen contre les Worcester Warriors et les London Irish. 
Après deux saisons où il a été peu utilisé (seulement 13 matchs), il est libéré par le club béarnais de sa dernière année de contrat.

#### Aviron bayonnais rugby pro (2021-2025)
Denis Marchois s'engage en Pro D2 avec l'Aviron bayonnais à partir de la saison 2021-2022. Pour sa première saison avec le club basque, il dispute 25 matchs et inscrit un essai le 11 février 2022 face au RC Narbonne. À l'issue de la saison, il remporte le championnat de Pro D2 après une victoire en finale face au Stade montois.
En septembre 2022, il est désigné capitaine de l'Aviron bayonnais pour la saison 2022-2023 par son manager, Grégory Patat. Durant la saison 2022-2023, il dispute 25 matchs de Top 14, en inscrivant un essai et 3 matchs de Challenge Cup. En janvier 2023, il prolonge son contrat jusqu'en juin 2025.

#### Retour à Agen (depuis 2025)
Après quatre saisons à Bayonne, son retour au SU Agen est annoncé en mars 2025, pour un contrat de trois saisons.

## Palmarès
- Vainqueur du Championnat de France de 2e division en 2022 avec l'Aviron bayonnais.